# Ghiacciaio Griffiths
Il ghiacciaio Griffiths è un ghiacciaio di circo lungo circa 9 km situato nella regione centro-occidentale della Dipendenza di Ross, in Antartide. Il ghiacciaio, il cui punto più alto si trova a circa 1200 m s.l.m., si trova in particolare sul versante meridionale della dorsale Gonville and Caius, dove fluisce verso est-sud-est scorrendo attraverso un passaggio sito tra le rupi First Facet e Second Facet fino a unire il proprio flusso a quello del ghiacciaio Debenham.

## Storia
Il ghiacciaio Griffiths è stato mappato dai membri della spedizione Terra Nova, condotta dal 1910 al 1913 e comandata dal capitano Robert Falcon Scott, ma è stato così battezzato solo in seguito dal Comitato neozelandese per i toponimi antartici in onore di Harold Griffiths, un membro della New Zealand Antarctic Society che fu fondamentale nella campagna del governo neozelandese volta a stabili una presenza nel paese sul suolo antartico.